# Vlad I. Uzurpátor
Vlad I. nebo Vlad I. Uzurpátor (? - po 1397?) byl vládce Valašského knížectví v  období mezi dvojí vládou jeho předchůdce i nástupce Mircei I. Starého. Jeho původ není známý, historici ho pokládají za nevlastní dítě Dana I., jiní zas za právoplatného syna Mircei I. Ani jedna z možností se však nepotvrdila.
Přesné datum nástupu na trůn také není známo. Srbské kroniky píší, že to mohlo být 10. října 1394, srbský historik Đ. Sp. Radojičić zase tvrdí, že nastoupil 17. května 1395. Jisté je jen to, že jeho jméno se poprvé objevilo v kronikách v roce 1395.
| Valašský kníže        | Valašský kníže                      | Valašský kníže        |
| --------------------- | ----------------------------------- | --------------------- |
| Předchůdce: Mircea I. | c. 1394/1395-1397 Vlad I. Uzurpátor | Nástupce: Mircea I. ? |